# Ouidah I
Ouidah I ist ein Arrondissement im Departement Atlantique in Benin. Es ist eine Verwaltungseinheit, die der Gerichtsbarkeit der Kommune Ouidah untersteht und selbst ein Teil Ouidahs ist. Gemäß der Volkszählung von 2013 hatte Ouidah I 9224 Einwohner, davon waren 4493 männlich und 4731 weiblich.

## Geographie
Als Teil der Stadt Ouidah liegt das Arrondissement im Süden des Landes, ungefähr auf halber Strecke zwischen Cotonou und der Staatsgrenze zu Togo.
Ouidah I setzt sich aus acht Dörfern bzw. Quartieren zusammen:
1. Abatta
2. Agbessikpè Djika
3. Dangbéhouè
4. Oké-Agbèdè
5. Sogbadji
6. Zomaï
7. Zomaï-Kpota
8. Zoungbodji Centre